# Zlewozmywak

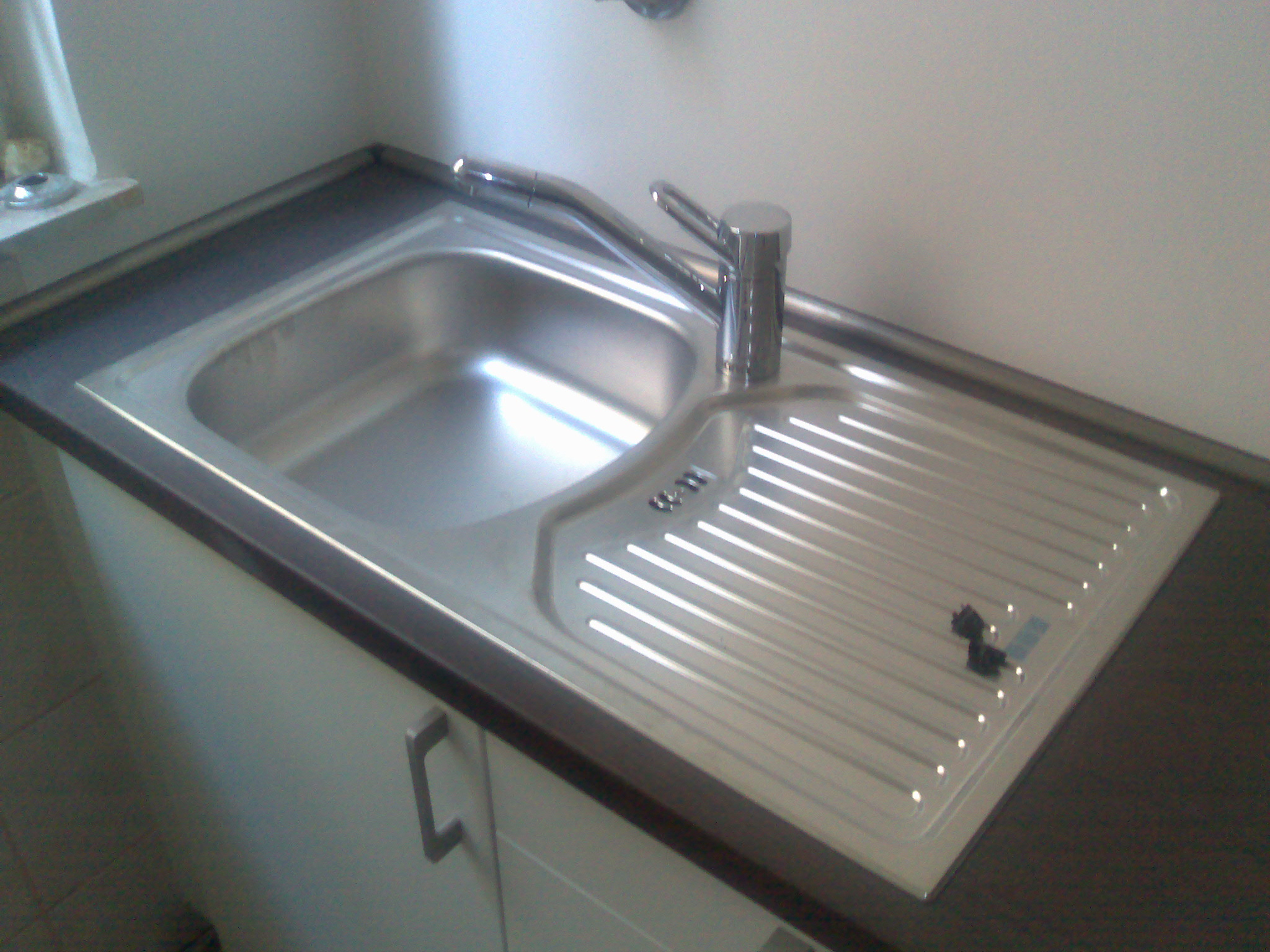
Zlewozmywak jednokomorowy stalowy, wpuszczany w blat

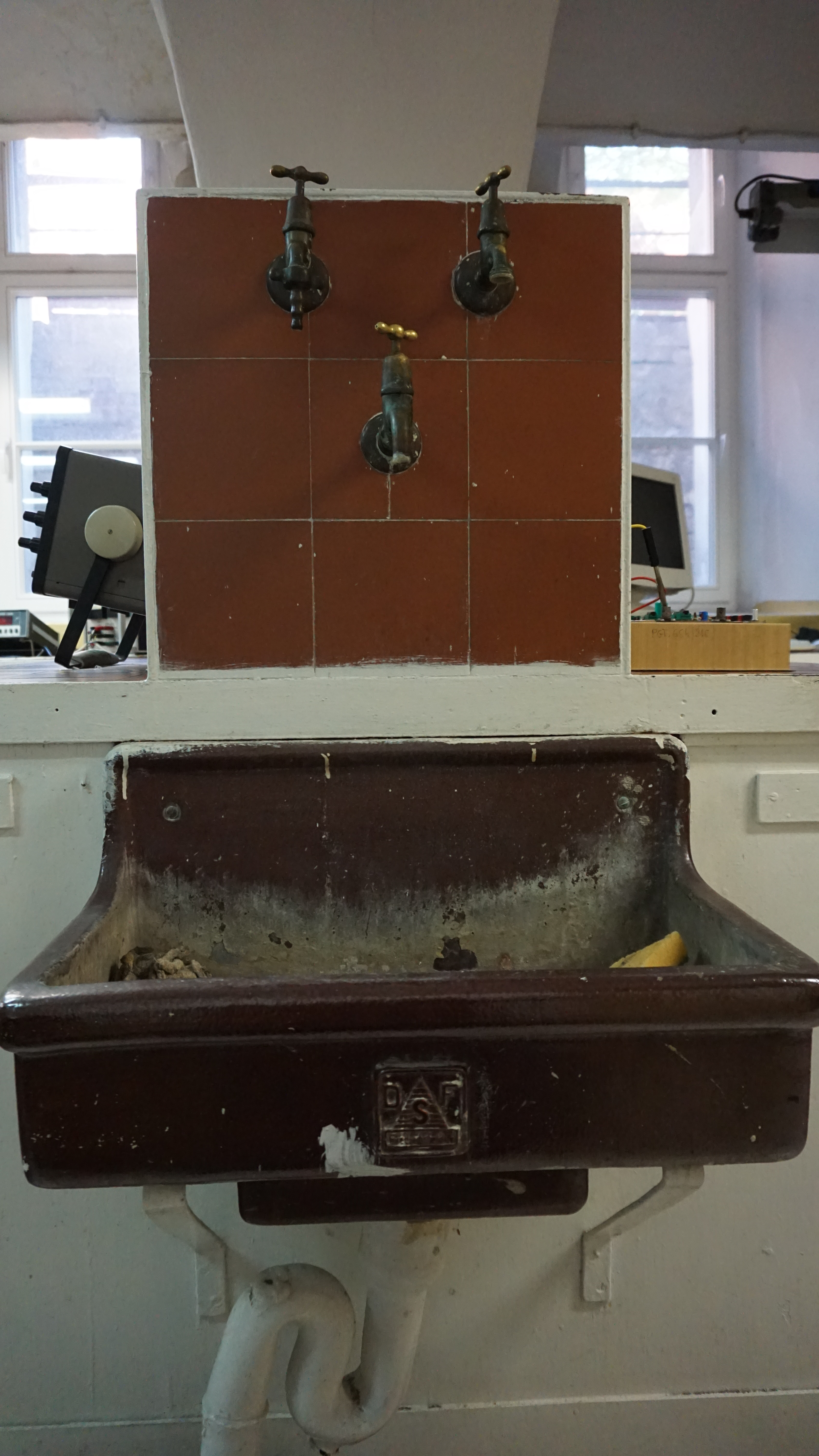
Zlew laboratoryjny z początku XX wieku znajdujący się na wyposażeniu Wydziału Chemicznego w zabytkowym kampusie Politechniki Gdańskiej

Zlewozmywak – funkcjonalny odpowiednik umywalki zamontowany w kuchni, służący głównie do mycia naczyń oraz produktów spożywczych i usuwania zbędnych płynów, pozostałych z gotowania potraw.

## Podział zlewozmywaków
Ze względu na liczbę komór:
- jednokomorowe
- 1,5-komorowe
- dwukomorowe

Ze względu na obecność ociekaczy:
- z ociekaczem
- bez ociekacza

Ze względu na kształt:
- okrągłe
- prostokątne
- trapezowe

Ze względu na sposób montażu:
- nakładane
- wpuszczane w blat
- podwieszane
- na równi z blatem

Ze względu na usytuowanie ociekacza względem komory:
- prawa komora
- lewa komora

## Materiały, z których są produkowane
Zlewozmywaki produkuje się z różnych materiałów:
- żeliwne (produkowane do połowy XX w.)
- stalowe emaliowane
- stalowe ze stali nierdzewnej
- granitowe (kompozytowe zawierające na ogół mieszankę 20% żywicy akrylowej i 80% piasków granitowych)
- kwarcowe
- ceramiczne (patrz ceramika sanitarna).

Zlewozmywaki wykonane ze stali nierdzewnej mogą mieć różne typy wykończenia powierzchni:
- gładka (jedwab, mat, satyna)
- dekorowana – występująca często pod różnymi nazwami handlowymi jak: len, dekor, mikrodekor, mikrolen itp.

## Odpływ
Producenci stosują dwa rodzaje znormalizowanych odpływów (tzw. zawór odpływowy) o średnicy 2' i 3,5'.

## Wyposażenie dodatkowe
W skład wyposażenia dodatkowego wchodzą:
- deski do krojenia (szklane lub drewniane),
- dozownik do płynu do naczyń,
- sitko do odcedzania (makaronu lub owoców),
- koszyk do płukania owoców lub warzyw,
- ociekacz nakładany na komorę,
- korek automatyczny
- młynek do odpadków